# Polynema carpaticum
Polynema carpaticum är en stekelart som beskrevs av Soyka 1956. Polynema carpaticum ingår i släktet Polynema och familjen dvärgsteklar. Inga underarter finns listade i Catalogue of Life.